# Gray Matters
Gray Matters är en amerikansk långfilm från 2006 i regi och manus av Sue Kramer, med Heather Graham, Bridget Moynahan, Tom Cavanagh och Molly Shannon i rollerna.

## Handling
Syskonen Gray (Heather Graham) och Sam (Tom Cavanagh) har en nära relation med gemensamma intressen och bostad. När Gray och Sam bestämmer sig för att hitta partners till varandra finner de Charlie (Bridget Moynahan).

## Rollista
| Heather Graham     | – Gray Baldwin    |
| Bridget Moynahan   | – Charlie Kelsey  |
| Tom Cavanagh       | – Sam Baldwin     |
| Molly Shannon      | – Carrie          |
| Rachel Shelley     | – Julia Barlett   |
| Bill Mondy         | – Jordan Phillips |
| Don Ackerman       | – Conrad Spring   |
| Warren Christie    | – Trevor Brown    |
| Alan Cumming       | – Gordy           |
| Sissy Spacek       | – Dr. Sydney      |
| Campbell Lane      | – Harry           |
| Samantha Ferris    | – Elaine          |
| Timothy Paul Perez | – Roberto         |
| Benjamin Ratner    | – Derek           |
| April Telek        | – Lana Valentine  |